# Prostitución en Ucrania

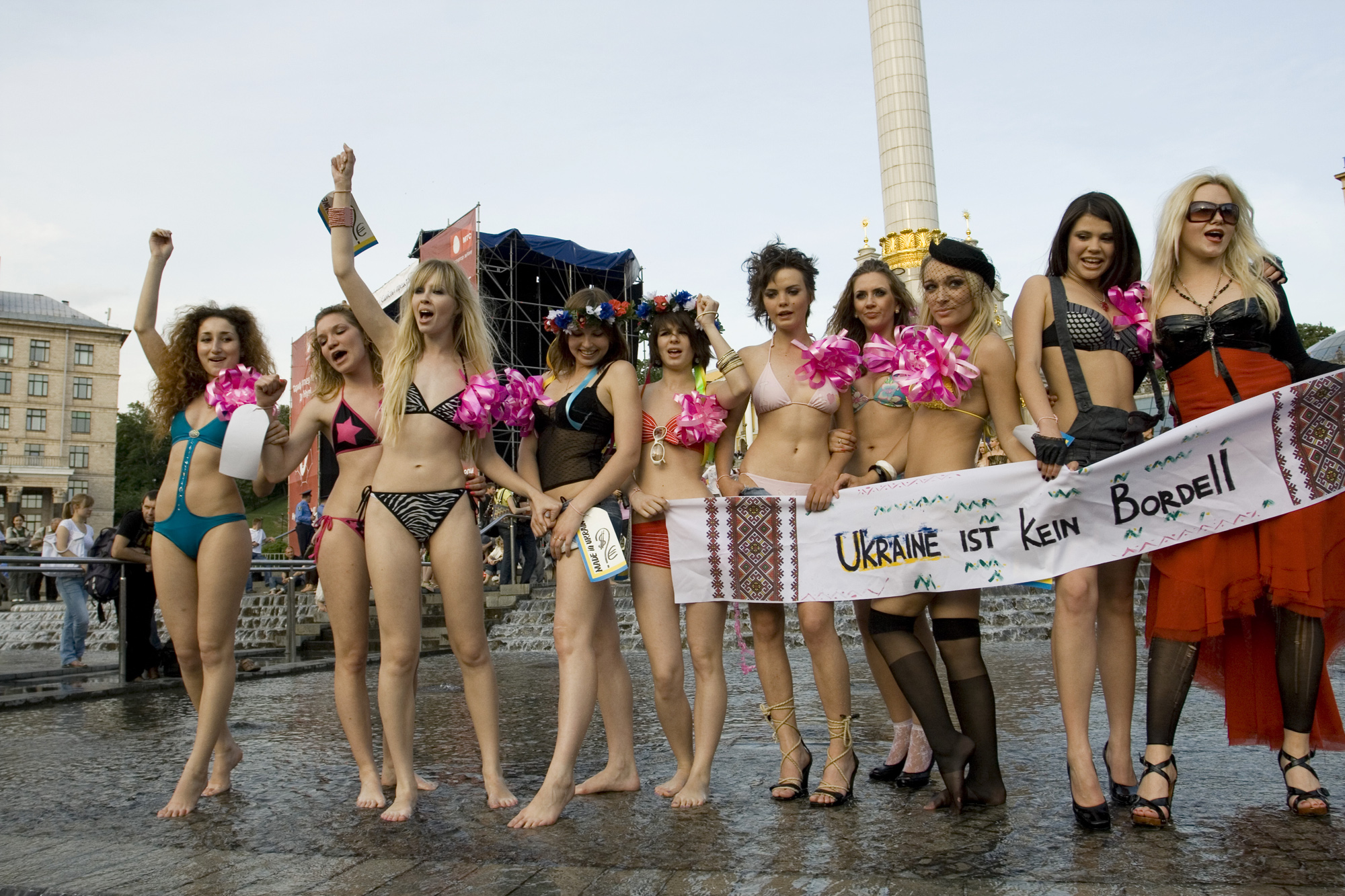
Fotografía del año 2009 del grupo feminista ucraniano FEMEN protestando contra la Prostitución Ucraniana y el turismo sexual en Ucrania.

La prostitución en Ucrania es ilegal pero está muy extendida y el gobierno ucraniano la ignora en gran medida. En los últimos tiempos, la nación se ha convertido en un destino popular para la prostitución y el tráfico sexual siendo Ucrania un país de origen, tránsito y destino de mujeres y niños traficados transnacionalmente con fines de explotación sexual comercial. La separación de Ucrania de la Unión Soviética vio al país intentar hacer la transición de una economía planificada a una economía de mercado. Pero el proceso de transición infligió dificultades económicas en la nación, con casi el 80 % de la población ucraniana obligada a vivir en la pobreza en la década que siguió a su independencia. El desempleo en Ucrania se incrementaba a un ritmo creciente, y el desempleo femenino ascendía al 64 % en 1997. El declive económico en Ucrania hizo que la nación fuera vulnerable y obligó a muchos a depender de la prostitución y el tráfico como fuente de ingresos. El turismo sexual aumentó a medida que el país atraía a un mayor número de turistas extranjeros.

## Prostitución interna

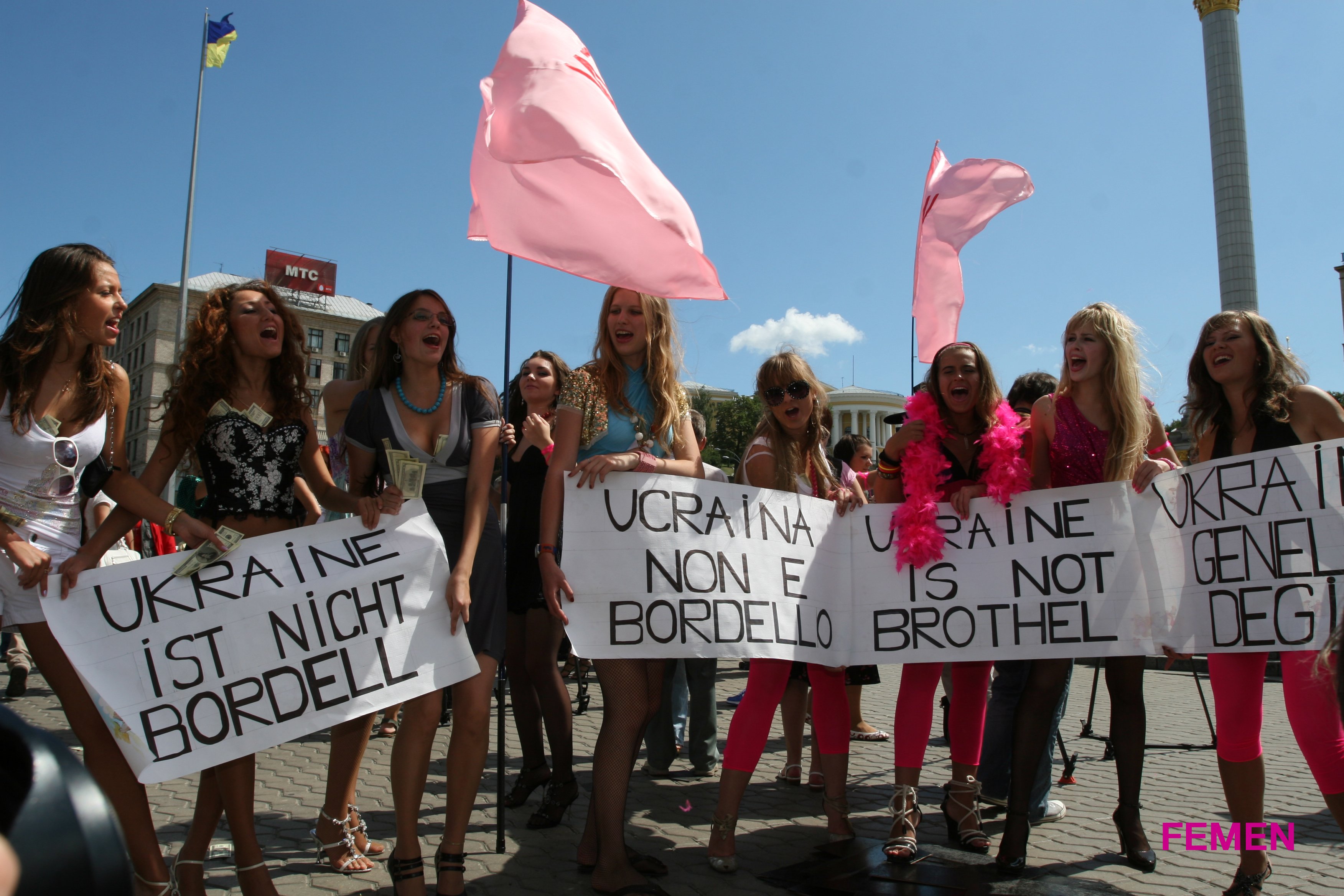
Mujeres ucranianas mostrando pancartas de protesta, del documental australiano "Ucrania no es un Burdel".

Según el Instituto Ucraniano de Estudios Sociales, en 2011 había 50 000 mujeres que trabajaban como prostitutas y una de cada seis prostitutas era menor de edad. La organización afirmó que el mayor número de prostitutas se encontró (en 2011) en Kiev (alrededor de 9000 personas), luego en el área de Odesa (alrededor de 6000), alrededor de 3000 se podían encontrar en Dnipropetrovsk y en Donetsk, en Járkov 2500 y se decía que 2000 trabajaban en Crimea. Una investigación del Instituto Estatal de Asuntos de la Familia y la Juventud indica que, para muchas mujeres, el trabajo sexual se ha convertido en la única fuente adecuada de ingresos: más del 50 % de ellas mantienen a sus hijos y padres. Se sospechaba que el 10 % de los adolescentes que vivían en la calle (en 2011) habían brindado sexo a otros hombres a cambio de comida y ropa.
En lo que respecta al tráfico, los ciudadanos ucranianos constituyen el 80 % de los traficantes y el 60 % son mujeres. Las víctimas del tráfico sexual suelen ser mujeres y niñas de entre diecisiete y veintiséis años.

## Prostitución transnacional

Situación jurídica de la prostitución en Europa. Ucrania esta en color rojo, lo que significa que es ilegal.

Actualmente Ucrania es conocida por tener mayor número de víctimas de la trata que cualquier otra nación de Europa del Este después de la disolución de la Unión Soviética. En 1998, el Ministerio del Interior de Ucrania estimó que alrededor de unas 400 000 mujeres ucranianas fueron traficadas durante la década anterior; otras fuentes, como organizaciones no gubernamentales, afirman que el número fue aún mayor. Según la Organización Internacional para las Migraciones (OIM), más de 500 000 mujeres ucranianas han sido objeto de tráfico hacia Occidente desde la independencia de Ucrania en 1991 hasta 1998.
Las mujeres ucranianas han sido enviadas a países de todo el mundo, como Turquía, Grecia, Chipre, Italia, España, Hungría, Emiratos Árabes Unidos, Siria, etc. Según múltiples informes, las trabajadoras sexuales ucranianas son el grupo más grande de mujeres extranjeras involucradas en la prostitución en Turquía y el segundo grupo más grande de mujeres extranjeras involucradas en la prostitución fuera de las bases militares estadounidenses en la República de Corea.
De las víctimas de trata, el 80 % estaba desempleado antes de salir de Ucrania. Los traficantes utilizan esta vulnerabilidad económica para reclutar mujeres para la prostitución. Muchas víctimas fueron convencidas de abandonar Ucrania con la promesa de ganancias por parte de los traficantes. Los traficantes dicen que trabajarán como bailarines o empleados de tiendas. Las víctimas suelen ser exportadas con documentos legales como visas de viaje. La policía ucraniana dice que el 70% de las mujeres traficadas viajan con documentos genuinos obtenidos de funcionarios corruptos. La mayoría de las mujeres cruzan la frontera con estos documentos auténticos en lugar de pasar de contrabando. Una vez que llegan a su país de destino, con frecuencia son atrapados por proxenetas, quitándoles sus visas, o debiéndoles dinero a los proxenetas para que lo paguen con la prostitución. Si logran pagar su deuda, algunos se convierten en reclutadores, regresan a Ucrania y les dicen a amigos y familiares que ganaron una cantidad significativa de dinero yendo al extranjero. Aproximadamente el 60 % de los traficantes son mujeres ucranianas. Mientras que una encuesta de la Organización Internacional para las Migraciones (OIM) en 2011 dice que el 92% de los ucranianos estaban al tanto de la trata sexual, la trata siguió aumentando desde entonces. Los ucranianos que trabajan de forma irregular en el extranjero aumentaron del 28 % al 41 % entre 2011 y 2015.

## Prostitución infantil
En Ucrania , los niños suelen ser víctimas de trabajos forzados y otros tipos de explotación sexual. El grupo más propenso a la prostitución son los pertenecientes a familias pobres, niños sin hogar y huérfanos; la exposición de vivir en la calle sin protección los convierte en los más vulnerables.
Ucrania experimenta entre 7000 y 8000 casos de explotación sexual de niños por año. Según los datos de la OIM, el 10 % de las 1355 víctimas ucranianas de trata eran adolescentes. Aunque la prostitución infantil en Ucrania es ilegal, una investigación retrospectiva de adultos muestra que el 20 % de las mujeres y el 10% de los hombres han sufrido abuso sexual a la edad de 18 años.

## Efectos en la salud
El VIH y el sida son prominentes en Ucrania con el 1 % de las personas de 15 a 49 años con VIH en 2003. Esto le da a Ucrania la tasa más alta de infección en Europa y la Comunidad de Estados Independientes.
El VIH se contrae con más frecuencia en personas que no usan condones durante las relaciones sexuales. En un estudio realizado en 2005, las trabajadoras sexuales sabían que el sexo sin condones aumentaba el riesgo de contraer el VIH, pero dijeron que no siempre usaban condones. Cerca de la mitad de estos trabajadores dijeron que ocasionalmente no usarían condones si el cliente se negara, si les ofrecieran más dinero y si el cliente fuera un cliente frecuente.
Las trabajadoras sexuales tienen menos acceso a los servicios médicos, lo que hace que la prevención y el tratamiento sean más difíciles de conseguir. El estigma social y la pobreza que a menudo acompañan al trabajo sexual también dificultan la obtención de medidas de prevención y tratamiento.

## Situación legal
Por ley, la prostitución es ilegal en Ucrania. Si bien la prostitución individual no está clasificada como delito penal, la práctica de la prostitución es un delito administrativo en Ucrania desde el 12 de junio de 1987, cuando fue prohibida por el Tribunal Supremo de Ucrania y las personas son susceptibles de una multa de 255 ₴ (aproximadamente 10 dólares). Sin embargo, existen otras leyes que tienen por objeto controlar el proxenetismo y la organización y funcionamiento de los burdeles . El artículo 303 del Código Penal de Ucrania aborda el proxenetismo y la participación en la prostitución laboral. Establece que "involucrar u obligar a una persona a la prostitución mediante engaño, chantaje, angustia de la persona interesada, o usando violencia o amenazas, proxenetismo de la misma es sancionado con pena de prisión de tres a cinco años". Si este acto es cometido respecto de un grupo de personas, la pena se extiende a un período de cuatro a siete años. Con base en el artículo 303, el proxenetismo de un menor (menor de 18 años) es un delito que se castiga con prisión de cinco a diez años. El proxenetismo de un menor de edad (menor de 14 años) hace que el término sea de ocho a quince años. Según el artículo 149 del Código Penal de Ucrania, que se refiere a la trata de seres humanos, la trata de personas es punible por ley con una pena de prisión de tres a ocho años, si se trata de un grupo de personas, la pena es de cinco a ocho años. doce años y si se trata de un menor se amplía el plazo a quince años. El 12 de enero de 2005, el parlamento ucraniano aprobó sanciones penales más severas para la trata de personas y la prostitución bajo coacción. Antes de 2004, las leyes anteriores que criminalizaban la prostitución organizada tenían poco efecto. Desde entonces, las leyes que penalizan la prostitución organizada y las sanciones por trata de personas han tenido poco efecto debido a la implementación relajada de estas leyes en la nación, con casi el 70% de los traficantes condenados absueltos de prisión.
El 23 de septiembre de 2015, el diputado ucraniano Andriy Nemirovsky propuso un proyecto de ley que legalizaría la prostitución en Ucrania y consideraría empresarios a las personas y organizaciones que brindan servicios sexuales a cambio de dinero. El proyecto de ley también introdujo una regulación sobre el servicio, como restricciones de edad y condiciones médicas.
El 24 de febrero de 2016, el Gobierno de Ucrania lanzó su primer Plan de Acción Nacional que establece un marco para la implementación de la Resolución 1325 del Consejo de Seguridad de las Naciones Unidas, que aborda la importancia de las mujeres en la prevención y resolución de conflictos. El plan de acción tiene como objetivo la atención a la prevención de la violencia doméstica y la trata de mujeres.

## Representación en los medios
Los temas de la prostitución y el tráfico sexual han ocupado un lugar destacado en los medios ucranianos en los últimos años. La UEFA Euro 2012 estuvo fuertemente vinculada con la prostitución y el turismo sexual en el país. Hubo esfuerzos del Ministerio de Salud de Ucrania y otros partidos políticos a favor de la legalización de la prostitución en el período previo al gran evento deportivo, afirmando que mejoraría las condiciones de trabajo de las prostitutas, evitando enfermedades de transmisión sexual y creando una nueva fuente de ingresos fiscales.
El movimiento internacional de mujeres activistas en topless (FEMEN), es una organización dedicada al feminismo y al sextremismo. Se originó en Ucrania y fue el tema del documental australiano «Ucrania no es un burdel». Su objetivo es buscar la erradicación de la prostitución asociada a la explotación de la mujer y crear conciencia sobre el hecho.